# 皮埃爾-約瑟夫·普魯東
皮埃爾-約瑟夫·普魯東（法語：Pierre-Joseph Proudhon，法語發音：[pjɛʁ ʒozɛf pʁudɔ̃]；1809年1月15日—1865年1月19日），法國社会主义者、政治家、哲學家、经济学家、互助主义哲学奠基人。普鲁东是首位自稱無政府主義者的人，并被广泛视作无政府主义最有影响力的理论家之一，甚至被许多人称为“无政府主义之父”。他1840年出版的著作《什么是所有权？》一书中，提出了让他蜚声于世的论点——“財產就是竊盜”。
普魯東提出用“聯邦契約制”取代國家以及任何集中制的共同體，聯邦契約制的根本法則是，負責執行契約的當局永遠不能高踞於各組成員之上，聯邦的職權在數量上和實際上永遠不能超過公社當局或各省當局的職權，正如公社和各省的職權不能超過個人和公民的權益一樣。人們按照理性的指示，共同遵守天然和社會的法則，既無政府又有秩序的社會。

## 生平
1809年，普魯東生于法国贝桑松。

## 政治學說
蒲鲁东的政治学说被称作蒲鲁东主义。

### 契約規範維護的公平是最高的法律
什麼是公平？普魯東做過一個解釋，說公平就是自然感覺到和人互助保證對人格的尊重。他認為，公平既是現實，同時又是觀念。公平是靈魂的力量，是造成社會生物的首要力量。但是，公平勝過力量，它表示一種關係、均勢，它是一切人類行為不可違背的尺度，社會生活中本來含糊不清和互相矛盾的事實，由於公平而變得能夠明確和一致。
從公平的原則出發，普魯東要推翻一切個別的法律規範，尤其是國家的法律。他說，國家面對著不可勝數的各種利益，必須不停的開動立法機器，於是，法律、法令、布告、條例、命令等像冰雹一樣落在貧苦大眾的頭上。然而，法律有什麼價值？對有權有勢的人來說是蜘蛛網，對貧困的小人物來說是鋼鐵砸不斷的鎖鏈，在政府手中是魚網。
因此，他宣布：我不承認任何法律，我反對號稱必要的權力想要加強於我的自由意志的任何命令。在他看來，只有一種法律規範即履行契約的規範才有效。所謂契約就是一種協定，根據這種協定，一個人或多個人有義務對其他一個人或多個人做或不做某件事情。
普魯東認為，為了使個人保持自由，使社會維持公平，我們必須堅持契約觀念作為統治地位的政治觀念，這種必須履行契約的規範，不僅要以公平為基礎，而且要以這樣一個事實為基礎，即共同生活的人們願意在必要的情況下以暴力強制遵守契約。所以，這種規範既是道德的要求，又是法律的規範。從某種意義上說，用契約規範維護的公平是最高的法律。可見，普魯東以公平的名義所推翻的其實並不是法，只不過是個別的法律規範而已。

### 無政府狀態是高度完善的政治形式
普魯東為了論證無政府主義思想，分析了王權建立和發展的一般過程。他指出，王權最初是由選舉產生的，當人們開墾了田地並建築城市的時候，各個職位也被私有化了，從而有了世襲的王權和世襲的司祭職位。一旦世襲的原則擴展到最普通的職位中去，就引起了等級的劃分、級位的驕傲和平民地位的低落。在他看來，王權永遠是不合法的。 
不管王權以何種形式出現，君主政體也好，寡頭政治也好，民主政治也好，總是一種人統治人的政治，因而是荒謬的。然而隨著社會的覺醒，經驗產生了習慣，習慣發展成風俗，風俗又被編製成法律，這時，國王的權威便逐漸減弱，他只能按照並非他所制定的法律來行事。於是，普魯東得出了一個結論：在一個特定的社會中，人對人的權威是和這個社會所達到的文化發展程度成反比的。
自從世界開始以來，財產和王權不斷的受到摧毀，屬於意志的主權也在向屬於理智的主權讓步，這就說明，人在平等中尋求正義，同樣的，社會則在無政府狀態中尋求秩序。普魯東理想中的無政府狀態，他說得很明白，就是沒有主人、沒有元首的，在這種狀態下，自由的契約代替了專制的法律，自願協商代替了國家的仲裁，公道和平等的正義代替了鐵面無私和至高無上的司法，理性的倫理代替了啟示的倫理，力量均衡代替了權力均衡，經濟統一代替了政治集權。
也就是說，大家都是國王，誰都不是國王。一切內政問題是根據各省的統計加以解決；一切對外的政治問題則屬於國際統計的事情。立法的權力只屬於那種被系統認可和証明的理智；每個公民都是立法者，但誰也不能以自己的意志來代表理智。
他說，無政府狀態既不是立憲君主制下那種隸屬於秩序的自由，也不是臨時政府所想要的那種禁閉在秩序中的自由。它是擺脫了一切束縛、迷信、偏見、詭辯，冥想和權威的自由。是相互的自由、自己不加限制的自由。

### 關於第三種社會形式的設想
那麼，社會將如何發展？為了回答這一問題，普魯東做了歷史的回顧。他指出，人類社會有兩種形式：一是共產制，一是私有制。共產制是人類文明的最初階段，它追求平等和法律。後來，人們運用智慧和推理的方法了解到，如果平等是社會的必要條件，共產制就是最初的一種奴隸制。於是便產生了私有制，它希望求得獨立性和相稱性。而私有制由於它的專制性和侵佔行為，很快就表現出是具有壓迫性和反社會性的。
可見，這兩種制度目的都是好的但他們所造成結果卻是壞的。原因在於兩者都排斥一切並各自忽略了社會的兩種因素：共產制反對獨立性和相稱性；私有制則不能使平等和法律得到滿足。相對於這兩種社會形式，普魯東則提出了稱之為自由的第三種社會形式。
他認為，這種社會形式必須建立在四項原則基礎之上。第一，平等。他強調地位的平等，也就是說在於機會的平等，而不在於生活的平等。因為有了公平的機會，勞動者就可以求得美好的生活，他毫不侵犯正義和公道；第二，法律。他認為，從對於事實的了解中產生出來的、因而以必要性本身為依據的法律，是永遠不會觸犯獨立性的。
第三，獨立性。在他看來，從才能的差別中產生的個人獨立性或個人理智的自主，可以在法律範圍內毫無危險的存在；第四，相稱性。他斷言，只容許在智慧和情感的範圍內而不許在物質對象的範圍內存在的相稱性，可以被遵守而不致侵犯正義或社會平等。對於自由的含意，普魯東做了進一步地解釋。他認為自由就是平等，就是無政府狀態，就是無限的多樣性，就是相稱性。
在自由社會中，他主張用聯邦契約制取代國家以及任何集中制的共同體。每個家庭都與自己的鄰居訂立契約，從而組成公社；公社之間再簽訂契約，從而結成社會團體；團體再以契約結成聯邦。聯邦制的根本法則是，負責執行契約的當局永遠不能高踞於各組成員之上，也就是說，聯邦的職權在數量上和實際上永遠不能超過公社當局或各省當局的職權，正如公社和各省的職權不能超過個人和公民的權益一樣。在這裏，人們按照理性的指示，共同遵守天然和社會的法則，於是就將出現一個他所幻想的既無政府又有秩序的社會。

### 用國民銀行來改造資本主義，實現互助主義
普魯東認為，剝削是由於貨幣出現造成的，而貨幣的出現則是君主的理性安排，是國家的某些執政者特殊意志的結果。因此，他認為產生資本主義剝削的根源不是資本主義制度，而是貨幣。貨幣的出現破壞了產品只能同產品交換的規律，使產品由直接交換變成了間接交換，這就出現了專門從事交換活動的商人。他們為了追求貨幣，就隨意提高產品的市場價格，因而使小生產者不能用自己製造某種產品時所付出的價值，從市場上買回等值的產品，於是形成了剝削。
在普魯東看來，要消滅剝削必須從解決貨幣問題入手。於是，他提出了用建立國民銀行，發放無息貸款，來改造資本主義制度，實現互助制社會的方案。他的國民銀行具有兩種職能：一是向工農業生產者提供低息或無息貸款，使他們擺脫高利貸的剝削。二是組織商品的直接交換，消滅間接交換所產生的剝削。
普魯東所謂的直接交換，簡單的說，就是透過國民銀行把所有的貿易都組織起來，銀行把從事貿易的人所提供的參加交換的產品，根據其生產費用折算成等值的銀行券，用銀行券代替投入貿易的產品，使他們憑藉銀行券在銀行的媒介作用之下，各自獲得所需要的並與自己的產品完全等值的產品。這就實現了他的只能用產品來購買產品的公式，從而消除了透過貨幣進行間接交換所產生的剝削，使貧窮、奢侈、壓迫、邪惡、犯罪和飢餓一起趨於消失。